# Esneux
Esneux är en kommun i Belgien.   Den ligger i provinsen Liège och regionen Vallonien, i den östra delen av landet, 90 km öster om huvudstaden Bryssel. Antalet invånare är 13 154.
Omgivningarna runt Esneux är en mosaik av jordbruksmark och naturlig växtlighet. Runt Esneux är det ganska tätbefolkat, med 116 invånare per kvadratkilometer.